# Grand-Gentilly
 (mars 2013).
Le Grand-Gentilly est une ancienne baronnie qui avait haute, moyenne et basse justice. Elle est située dans la vallée de la Bièvre, Gobelins, à peu de distance de la grande route de Paris à Fontainebleau en France.  
Le Grand Gentilly était le centre de la paroisse puis commune de Gentilly dont la partie nord, le Petit-Gentilly, appelé aussi Hameau de la Glacière, a été rattaché à la Ville de Paris lors de l'annexion en 1859 du territoire compris entre le mur des fermiers généraux et l'enceinte de Thiers.
Depuis cette annexion, le territoire du Petit Gentilly est celui du quartier de la Maison-Blanche du 13e arrondissement de Paris, tandis que le territoire du Grand-Gentilly correspond à celui de l'actuelle commune de Gentilly, encore amputé en 1925 de l'ancienne zone non ædificandi entre l'enceinte démantelée à partir de 1919 et l'actuel boulevard périphérique, incluant le cimetière de Gentilly, son cimetière communal.

## Les fiefs de Gentilly
Après avoir appartenu successivement au domaine royal, à saint Éloi puis au chapitre de Notre-Dame de Paris, Gentilly se sépare en deux fiefs principaux appartenant à deux seigneurs laïcs : le fief de la Tour-Quarrée et celui de la Tour-Ronde. Ces deux tours sont mentionnées dans Notre-Dame de Paris, roman de Victor Hugo. La rue des Quatre-Tours, avoisinante, en perpétue peut-être le souvenir.

### Tour-Quarrée

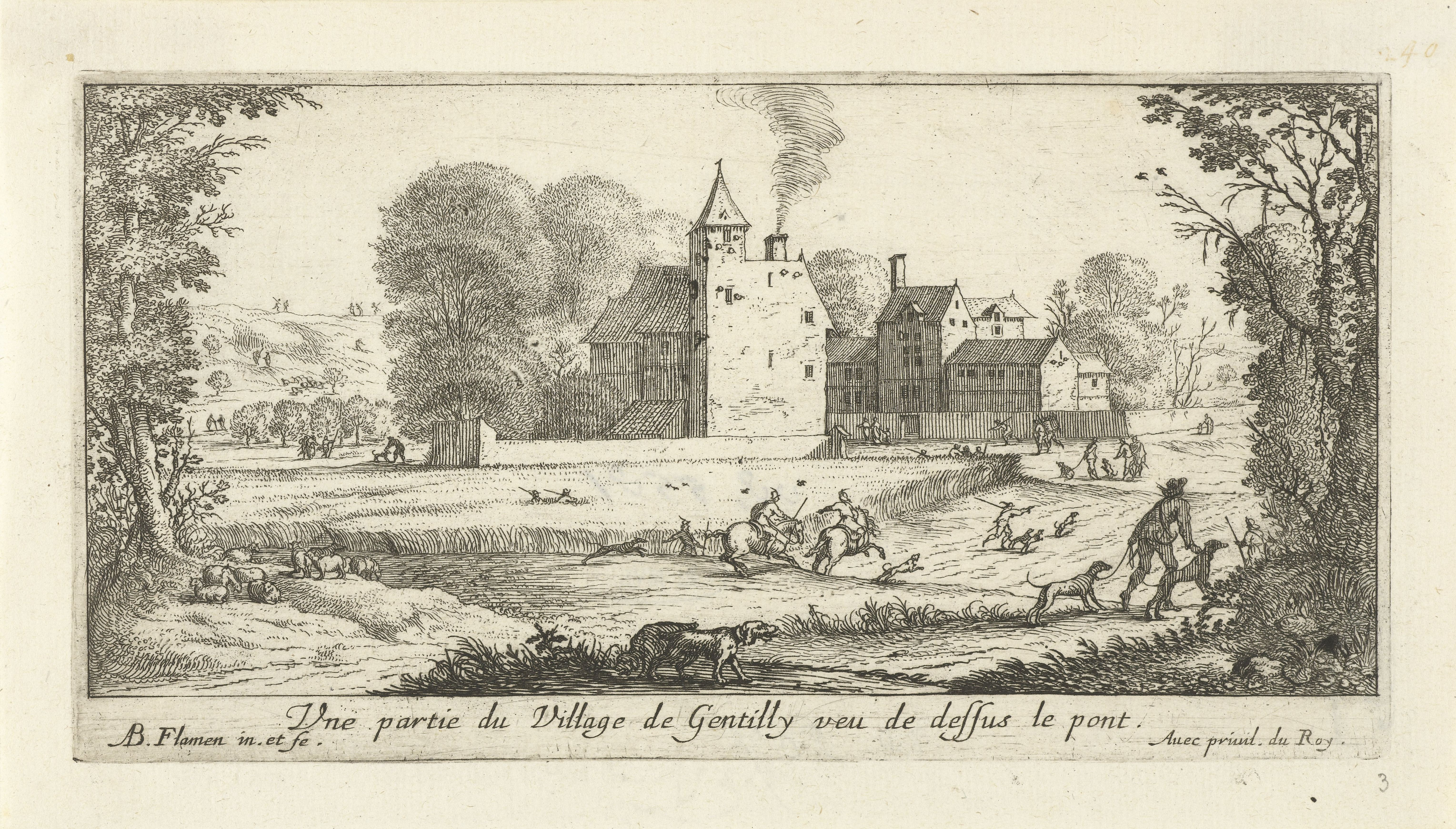
Une partie du Village de Gentilly vue de dessous le pont, gravure d'Albert Flamen, fin du XVIIe siècle.

Au XIVe siècle la famille de Jean de Beauvais possède le fief dit de la Tour Quarrée, dont il fit le dénombrement (c'est-à-dire l'inventaire) pour le roi en 1390. Ce fief était sur le côté pair de la rue Frileuse (aujourd'hui la rue Charles-Frérot). En 1616, Henri de Gondi, cardinal de Retx, vendit Gentilly à Nicolas Chevalier, déjà seigneur de la Tour-Carrée. Le château et le parc appartinrent ensuite à la duchesse de Villeroy qui l'acquit en 1774. Ce parc renferme les eaux fournies par l'aqueduc d'Arcueil. Une fontaine, placée près la porte du château, fournissait aux habitants l'eau nécessaire. Les ruines de cette tour carrée sont mentionnées en 1811 et 1827. Cette tour pourrait avoir été représentée sur des gravures d'Albert Flamen.

### Tour-Ronde
Ce fief fut annexé à la seigneurie épiscopale à la fin du XIIIe siècle par Simon de Bucy, évêque de Soissons
,.
Le fief des évêques après leur départ au XVIe siècle devint celui de la famille Brunoy, mais les évêques en demeurèrent les seigneurs.

## La Maison de campagne des Jésuites

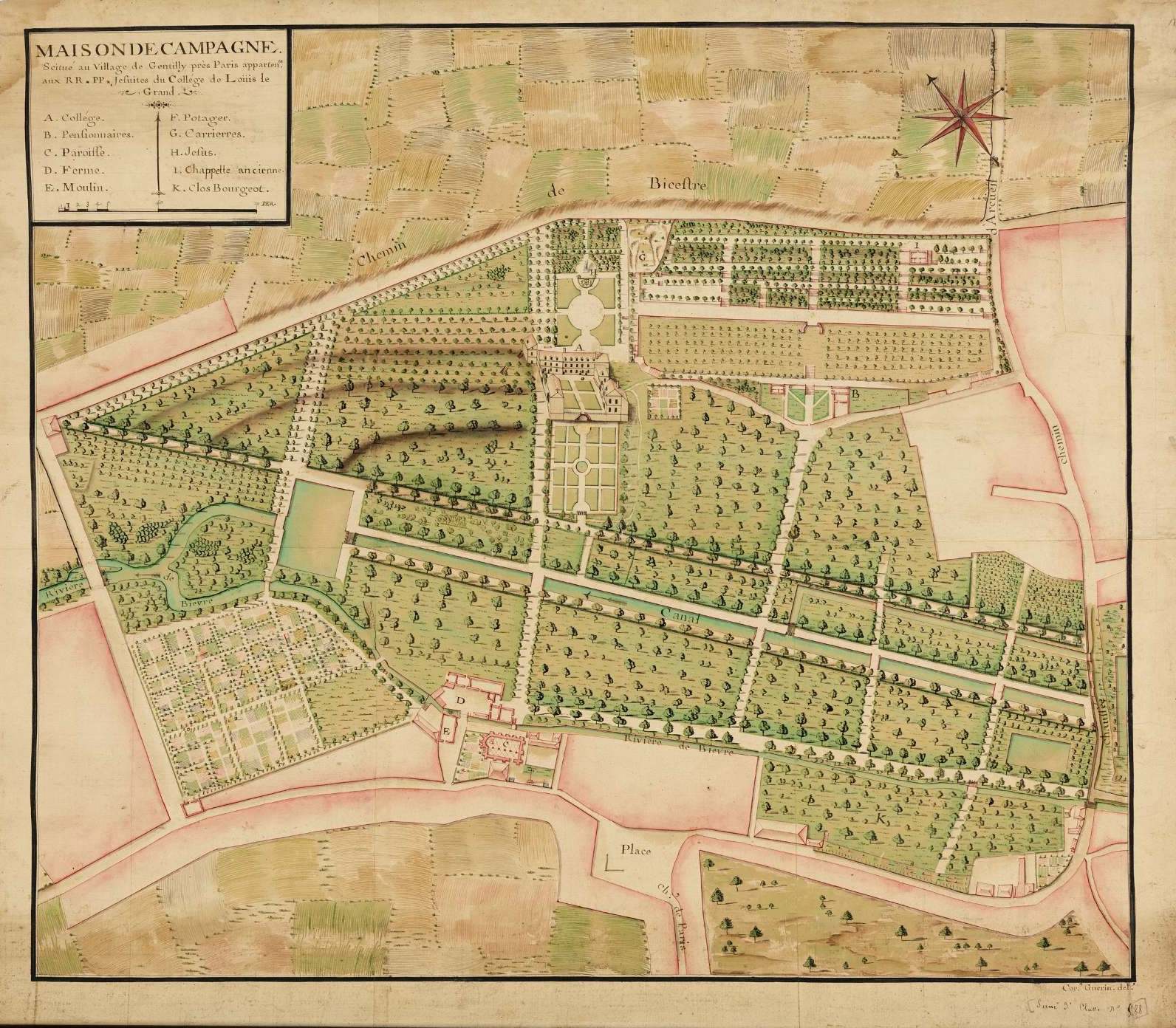
Propriété des Jésuites à Gentilly, Archives nationales

De l'autre côté de la rue Frileuse, les Jésuites du Collège de Clermont acquirent le fief des héritiers du Président de la Cour des Aides, Henri Chevalier. Celui-ci avait fait construire une maison seigneuriale sur une propriété entouré de murs qui contenait les deux tiers du village et renfermait un grand jardin avec «  de grandes allées couvertes, d'autres nues, quantité de cabinets, fontaines, statues, carreaux, bordures, arbres fruitiers, carreaux, glacières, canaux, couches de fleurs et un agréable bocage de hautes futaies  » . 
Les Jésuites acquirent donc au XVIIe siècle deux domaines à Gentilly, puis d'autres encore, qui  constituèrent un immense domaine, une « Maison de Campagne  » où venaient se reposer  et prendre le vert, les étudiants des Jésuites du collège Louis-le-Grand, ce qu'on appelait ire ad campos, aller à la campagne. Une grande maison contenant plusieurs corps d'hôtels, et un grand domaine de 38 arpents, avec la maison dite du Vivier, où passait la Bièvre, ce qui  forma une immense propriété avec chapelle, paroisse, moulin,  cours, jardins avec vastes parterres et allées couvertes, ferme, potager, et vergers, qui servaient de lieu d'approvisionnement fournissant fruits et légumes, glacières, canaux de la Bièvre, deux clos et un collège et un quartier des pensionnaires, ensemble entouré de murailles coupées par des pavillons.  Il y avait plusieurs maisons de campagne à Gentilly. Dans la Maison de Sainte-Barbe, les jeunes gens du Collège Sainte-Barbe de Paris venaient prendre leurs récréations les jours de congé et dans quatre autres maisons étaient des établissements où les laines étaient lavées et triées à la manière espagnole[Quoi ?].

## Maisons religieuses
- Le roi saint Louis attire les premiers Chartreux, en 1257-1258,   à Gentilly.
- Les Hospitalières de la rue de la Roquette, (faubourg Saint-Antoine) furent transférées en 1706 au  Grand-Gentilly où vécurent « trente-quatre religieuses pour seize lits en une seule salle ; dix toises et demie d'air » .

## La révolution
- Madame de Villeroy possédait alors les deux fiefs dit de la Tour Ronde et de la Tour Quarrée. Ces biens furent mis sous séquestre le 9 février 1792, puis vendus comme biens nationaux, et par la suite acquis par un imprimeur parisien nommé Hacquart[10]. Plus tard, l'hôtel de ville de Gentilly fut construit sur l'emplacement du château de Jean de Beauvais.
- Victor Hugo demeura en 1828 dans l'ancienne ferme de l'enclos des Jésuites[11]. L’Hôtel du Paroy, faisant partie du domaine des Jésuites, abrite, depuis 1996, la Maison de la photographie Robert-Doisneau.

## Nature
- On trouvait des anodontes dans la Bièvre, au-dessus du Grand-Gentilly. On se servait d'une des valves de ces mollusques pour écrémer le lait ; cet usage lui avait valu le nom de crémière.
- On trouvait du pâturin des prés (Poa pratensis), dans les prairies du Grand-Gentilly.

### Source et bibliographie
- Les Seigneurs de Gentilly, du Moyen Âge à la fin de l'Ancien Régime, brochure de la Société d'Histoire de Gentilly, Madeleine Fernandez , 1988.
- Abbé Destruissart, Promenade au Centre du Grand Gentilly, 1821.
- Michel Gabriel Raphael de Beauvais dans  L'hôtel de Beauvais (rue Saint-Antoine): esquisse historique